# Lawrie Sanchez
Lawrence Philip ("Lawrie") Sanchez (Lambeth, 22 oktober 1959) is een Noord-Iers voetbaltrainer en voormalig betaald voetballer die bij voorkeur als aanvallende middenvelder speelde. Zijn meest memorabele moment was het winnen van de FA Cup met Wimbledon tegen Liverpool in 1988.

## Biografie

### Achtergrond
Sanchez werd geboren in Engeland. Zijn moeder was Noord-Ierse, waardoor hij voor het Noord-Iers voetbalelftal uitkwam. Zijn vader is/was een Ecuadoraan, wat zijn achternaam verklaart. Sanchez bezit naast een trainersdiploma een diploma managementwetenschappen. In de jaren zeventig begon Sanchez te voetballen.

### Clubcarrière

#### Wimbledon
Sanchez werd onder meer opgeleid in de jeugdacademie van Southampton en groeide op in de Londense buitenwijk Lambeth. Hij debuteerde als betaald voetballer bij Reading in 1978 en kwam zes jaar voor deze club uit. Hij speelde tien seizoenen voor het voormalige Wimbledon, van 1984 tot 1994. De spelers van Wimbledon werden omwille van hun vermeende agressieve spel The Crazy Gang genoemd. Sanchez speelde bij Wimbledon samen met onder anderen Vinnie Jones en John Fashanu, spelers die het maken van een overtreding meer of minder niet schuwden. In 1988 werd volgens critici dusdanig op agressieve wijze de FA Cup gewonnen tegen de Engelse en Europese grootmacht Liverpool. Men ontkent dit. Liverpool werd gecoacht door Kenny Dalglish, de mannen van Wimbledon door Bobby Gould. Sanchez scoorde het enige doelpunt met een kopbal na 37 minuten, op een vrije schop van Dennis Wise genomen vanaf links na een fout op verdediger Terry Phelan. Sanchez speelde twee seizoenen in de Premier League met Wimbledon en speelde uiteindelijk 270 competitiewedstrijden en scoorde 33 doelpunten.

#### Swindon Town
In 1994 vertrok hij naar toenmalig Premier League-club Swindon Town. Swindon Town vocht in tegenstelling tot Wimbledon tegen de degradatie. Hij werd met de club 22ste en dus laatste. In mei 1995 beëindigde Sanchez zijn loopbaan bij het Ierse Sligo Rovers. Hij was er in dienst als speler-coach.

### Interlandcarrière
Sanchez speelde drie interlands voor Noord-Ierland, maar scoorde niet voor zijn land.

### Trainerscarrière
Sanchez werd actief als trainer van Sligo Rovers (1994-1995). Later was hij coach van achtereenvolgens de clubs Wycombe Wanderers (1999-2003), Fulham (2007), Barnet (2011-2012) en het Griekse Apollon Smyrnis uit de hoofdstad Athene (2013-2014). Van 2004 tot 2007 was hij Noord-Iers bondscoach.

## Erelijst
Reading FC
- Football League Fourth Division

1979
 Wimbledon FC
- FA Cup

1988